# Born Again (Randy Newman)
Born Again is het zesde studioalbum van de Amerikaanse singer-songwriter Randy Newman. Het album wordt door critici aangeduid als een van zijn zwakkere albums, zeker na de goed ontvangen voorganger Little Criminals. Toch worden enkele nummers op het album ("It's Money That I Love", "The Story of a Rock and Roll Band" en "William Brown") beschouwd als hoogtepunten uit Newmans repertoire. "The Story of..." verwijst naar Electric Light Orchestra en bevat akkoordenschema's zoals die bekend zijn van Jeff Lynne in die tijd.

## Tracklist
1. "It's Money That I Love" - 3:38
2. "The Story of a Rock and Roll Band" - 2:53
3. "Pretty Boy" - 4:00
4. "Mr. Sheep" - 3:53
5. "Ghosts" - 2:28
6. "They Just Got Married" - 2:51
7. "Spies" - 3:55
8. "The Girls in My Life (Part One)" - 2:36
9. "Half a Man" - 3:38
10. "William Brown" - 1:50
11. "Pants" - 3:06